# Oceaneering International
Oceaneering International Inc est un fournisseur de matériels et de services à l’industrie pétrolière et de gaz, avec des applications en milieu marin et en eau profonde. 

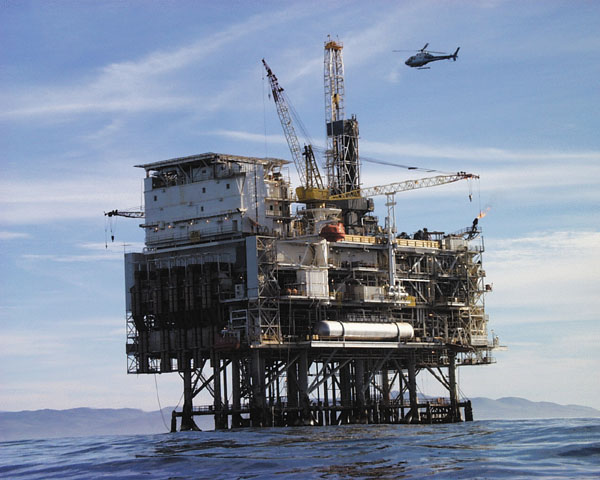
Plateforme pétrolière offshore

L'entreprise à son siège à Houston, Texas

## Historique
Fondé en 1964, Oceaneering est passé d'une entreprise de fourniture de gaz et d'intervention en plongée dans le golfe du Mexique à une entreprise mondiale qui emploie 7 900 personnes en 2010, travaillant sur 68 sites dans 21 pays.
Cette croissance est due à un plan de recherche et développement interne, avec des acquisitions stratégiques[source insuffisante].
Le 23 novembre 2011, Oceaneering International annonce le rachat du norvégien AGR Field Operations, un fournisseur de services d'inspection, de maintenance, d'ingénierie sous-marine et de services de terrain, pour $240 millions.
Le 3 octobre 2006, à la suite d'une attaque sur une installation de la compagnie ExxonMobil à Eket (état d'Akwa Ibom) par des hommes armés, plusieurs employés de Oceaneering International ont été enlevés et relâchés un mois plus tard à la suite de négociations.

## Oceaneering
L'entreprise conçoit des:
- robots de plongée (ROV);

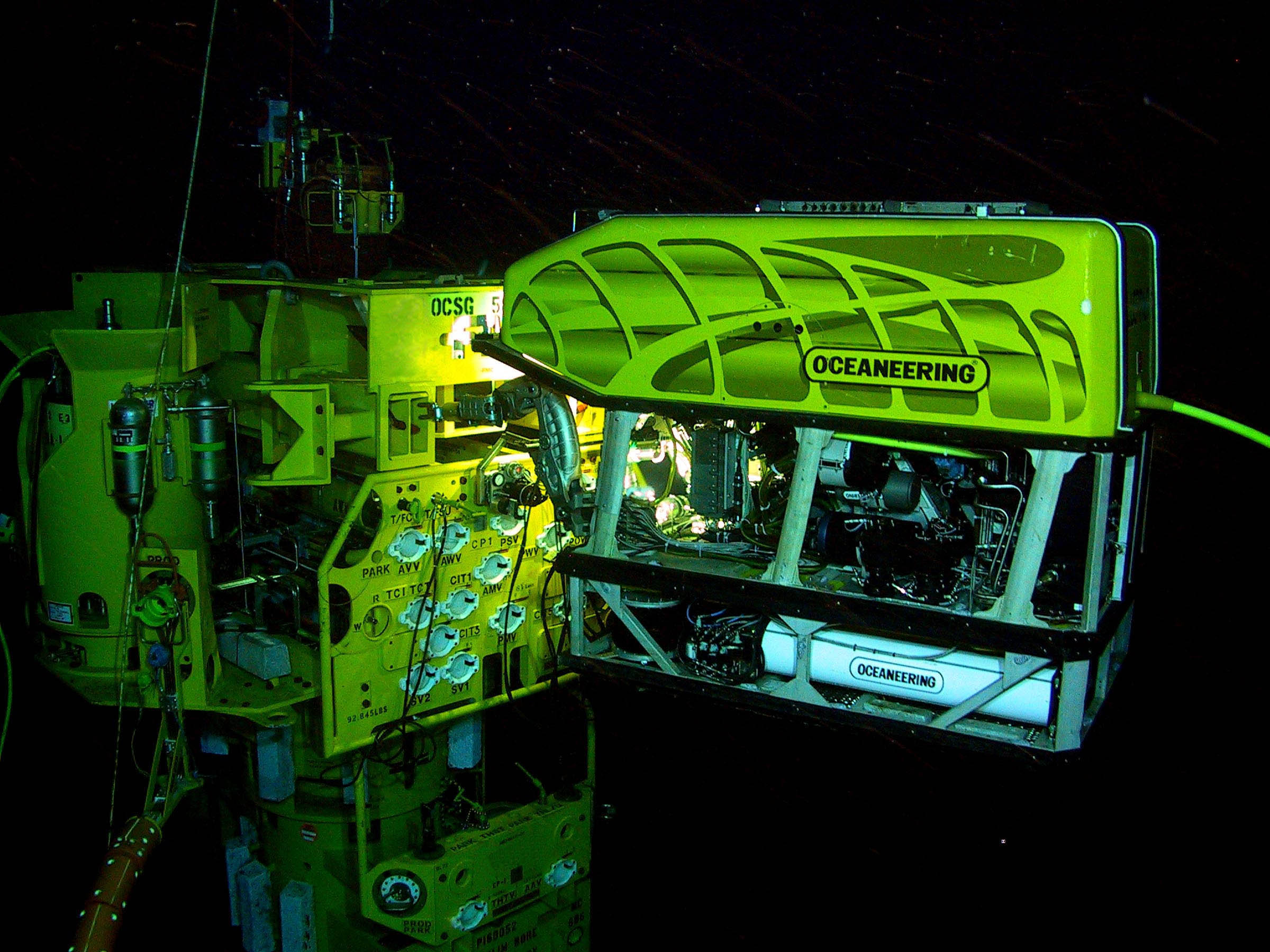
ROV d'Oceaneering

- fourniture de matériel pour les installations sous-marines en eaux profondes (hydrauliques, isolations, vannes, système de réparation de pipelines, etc.);
- services d'intervention, d'inspection et de contrôle non destructif en eaux profondes;
- plongées, installation sous-marine, unité de production en haute mer;
- navires d’interventions.

## Oceaneering Space Systems
Oceaneering Space Systems (OSS) est le département de technologique appliquée d'Oceaneering. OSS se spécialise dans la conception clé en main, le développement, la fabrication, la certification, l'entretien et les tests de systèmes de protection thermique pour les fusées et les équipements et outils utilisables lors des sorties dans l'espace, ainsi que de systèmes robotiques militaires et spatiaux.
Les produits et services d'OSS sont :
- Équipement pour les sorties extravéhiculaires (EVA) et « activités Intra véhiculaires » (IVA) pour la navette spatiale américaine et la station spatiale internationale;
- Systèmes de Congélateur / Réfrigérateur / Incubateur. En 1995 avec SpaceHab comme partenaire, OSS a conçu, construit, et certifié des unités de stockage de froid;
- Système avancé d’isolation thermique et système de protection thermique : OSS assure le développement, la fabrication, les tests et l'installation sur les lanceurs spatiaux Delta IV, Atlas V, Titan et la navette spatiale américaine;
- Systèmes robotiques et services d'essais des Robonaut 1 et Robonaut 2;

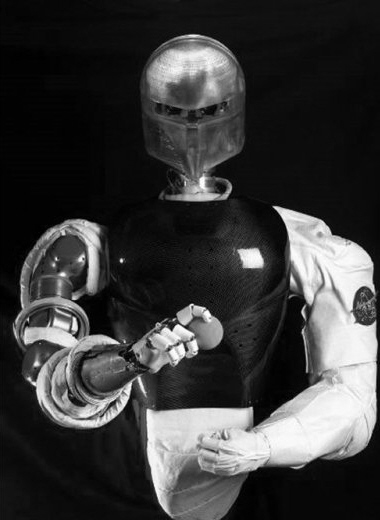
Robonaut d'Oceaneering

- Membres de l'équipe chargée de la formation des astronautes pour les activités extravéhiculaires dans les bassins du laboratoire de flottabilité neutre (NBL) et dans les maquettes de véhicules spatiaux (SMVB) du fait de l'expérience d'Oceaneering dans les opérations sous-marines;
- Systèmes de contrôle et électronique embarquée;
- Système de déploiement de micro satellites depuis la navette spatiale;
- Robot à 5 degrés de liberté Terabot;
- Conception et construction de la combinaison spatiale pour le Programme Constellation qui sera utilisée pendant la phase de lancement du véhicule spatial Orion en partenaire avec d'autres entreprises dont Paragon Space Development Corporation;

Depuis 1978, OSS fournit du matériel pour les activités humaines dans l'espace :
- Les 167 outils lors de la première réparation du télescope spatial Hubble en 1993, ainsi qu'en 1997 pour la deuxième réparation;
- Les équipements de rangement des outils du sauvetage du satellite Syncom IV en 1985;
- L'outil « Dard » utilisé lors de la capture des satellites Westar 6 Palapa B2 lors de la mission STS-51-A en 1984 et le dispositif de fixation pour la mission de réparation du satellite Solar Max, lors de la mission STS-41-C, également en 1984.